# Davide Schaier
Davide Schaier (Vercelli, 16 de octubre de 1973) es un deportista italiano que compitió en esgrima, especialista en la modalidad de espada.
Ganó dos medallas en el Campeonato Europeo de Esgrima, oro en 1999 y bronce en 2003.

## Palmarés internacional
| Campeonato Europeo | Campeonato Europeo | Campeonato Europeo | Campeonato Europeo |
| Año                | Lugar              | Medalla            | Prueba             |
| ------------------ | ------------------ | ------------------ | ------------------ |
| 1999               | Bolzano (Italia)   | Medalla de oro     | Espada por equipos |
| 2003               | Bourges (Francia)  | Medalla de bronce  | Espada por equipos |